# 영가 (도로)

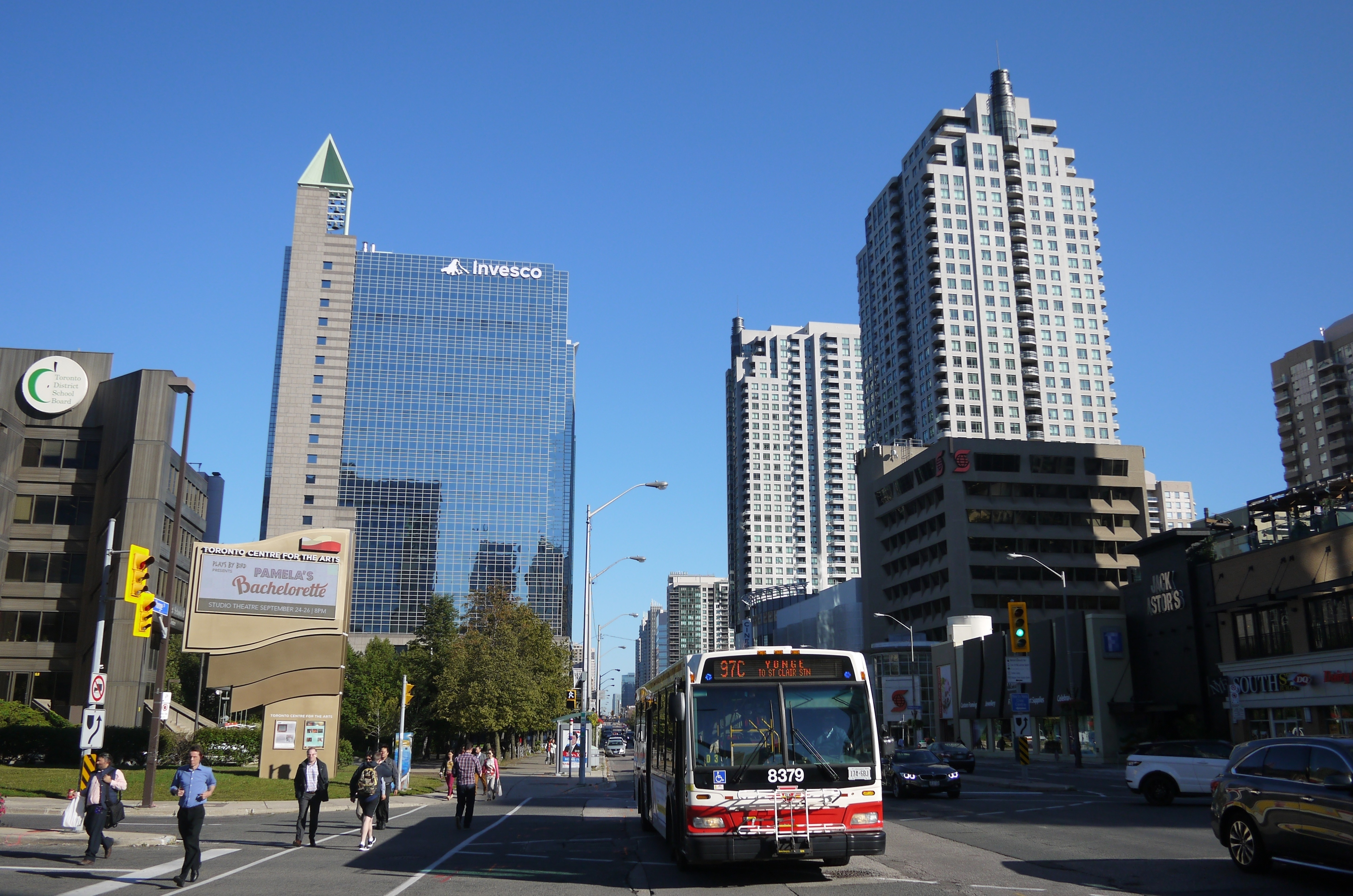
노스 요크 시내

영 가(Yonge Street)는 캐나다 온타리오주 토론토와 배리를 잇는 간선도로이다. 토론토를 남북으로 관통하며 북쪽 외곽 도시들까지 연결되어 있다. 1999년까지 기네스북에 의해 세계에서 가장 긴 스트리트로 기록된 적이 있으나 이는 온타리오 하이웨이 11과 영 가를 혼동하여 벌어진 실수이다.
영 스트리트는 토론토의 도시계획에 있어서 기본이 되는 길이었고 캐나다 최초의 지하철 노선이 영스트리트 아래에 건설되었다. 또한 영스트리트를 기준으로 동, 서 토론토로 구분할 수 있다. 토론토의 유명한 장소는 영 스트리트 근처에 밀집되어 있다. 이튼 센터를 포함해 던다스 스퀘어, 캐나다 최대 신문사인 토론토 스타, 에어 캐나다 센터 하키 경기장 등이 있다. 토론토 지하철 중 영 노선은 영 스트리트를 따라 남쪽에 있는 킹 스트리트에서 북쪽 핀치 애버뉴까지 이어져있다. 핀치 애버뉴 북쪽으로는 비바 블루 YRT 버스가 뉴마켓 버스터미널(Newmarket Bus Terminal)까지 이어서 운행한다.